# قطار آمستردام (فیلم)
قطار آمستردام (انگلیسی: Amsterdam Express) یک فیلم درام ساخت سینمای آلبانی است که در سال ۲۰۱۴ منتشر شد. کارگردان این فیلم، فاتمیر کوچی است.